# Kaliseilbahn Springen–Dorndorf

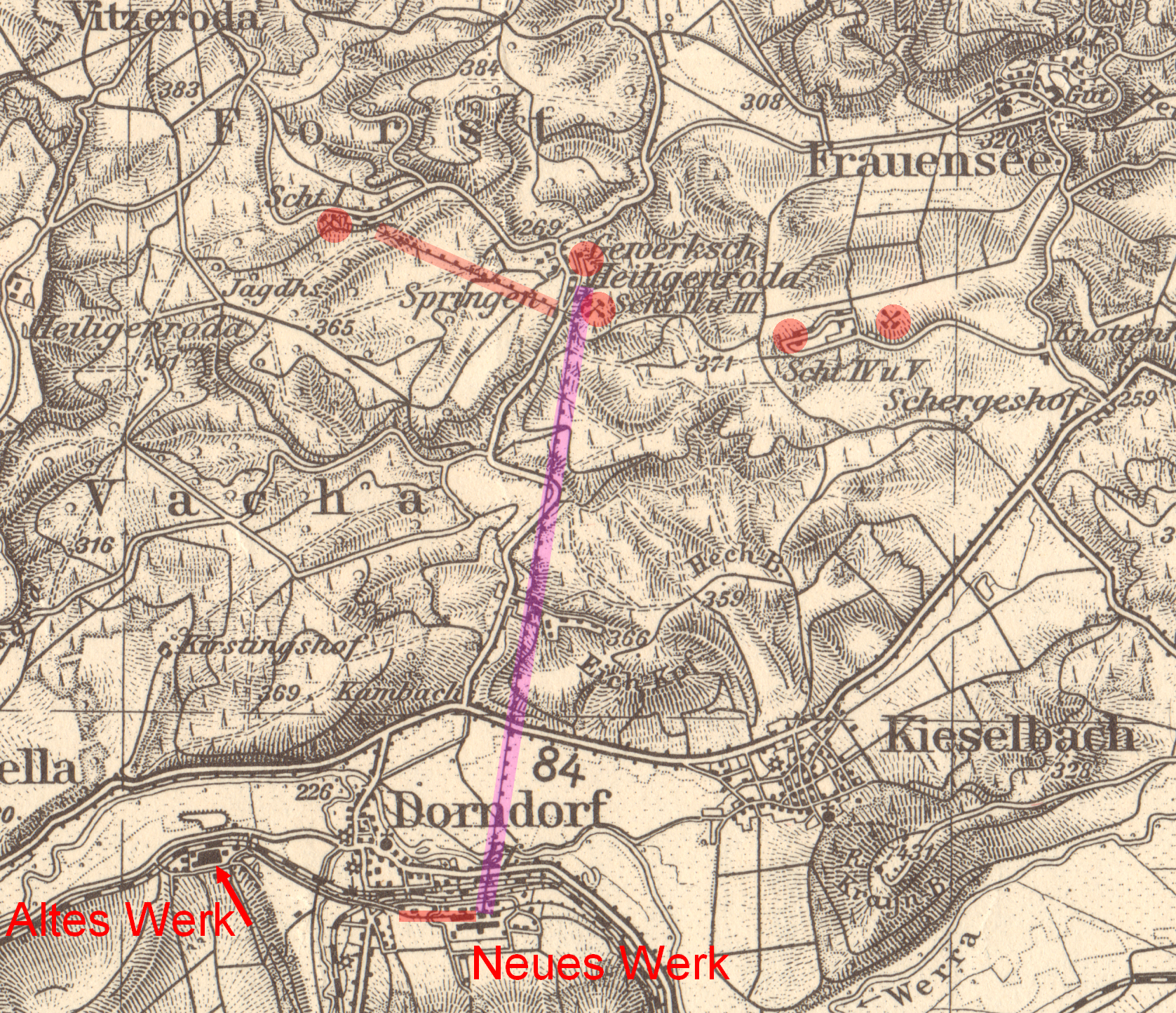
Lage und Verlauf der Seilbahn von Dorndorf nach Springen (1942)

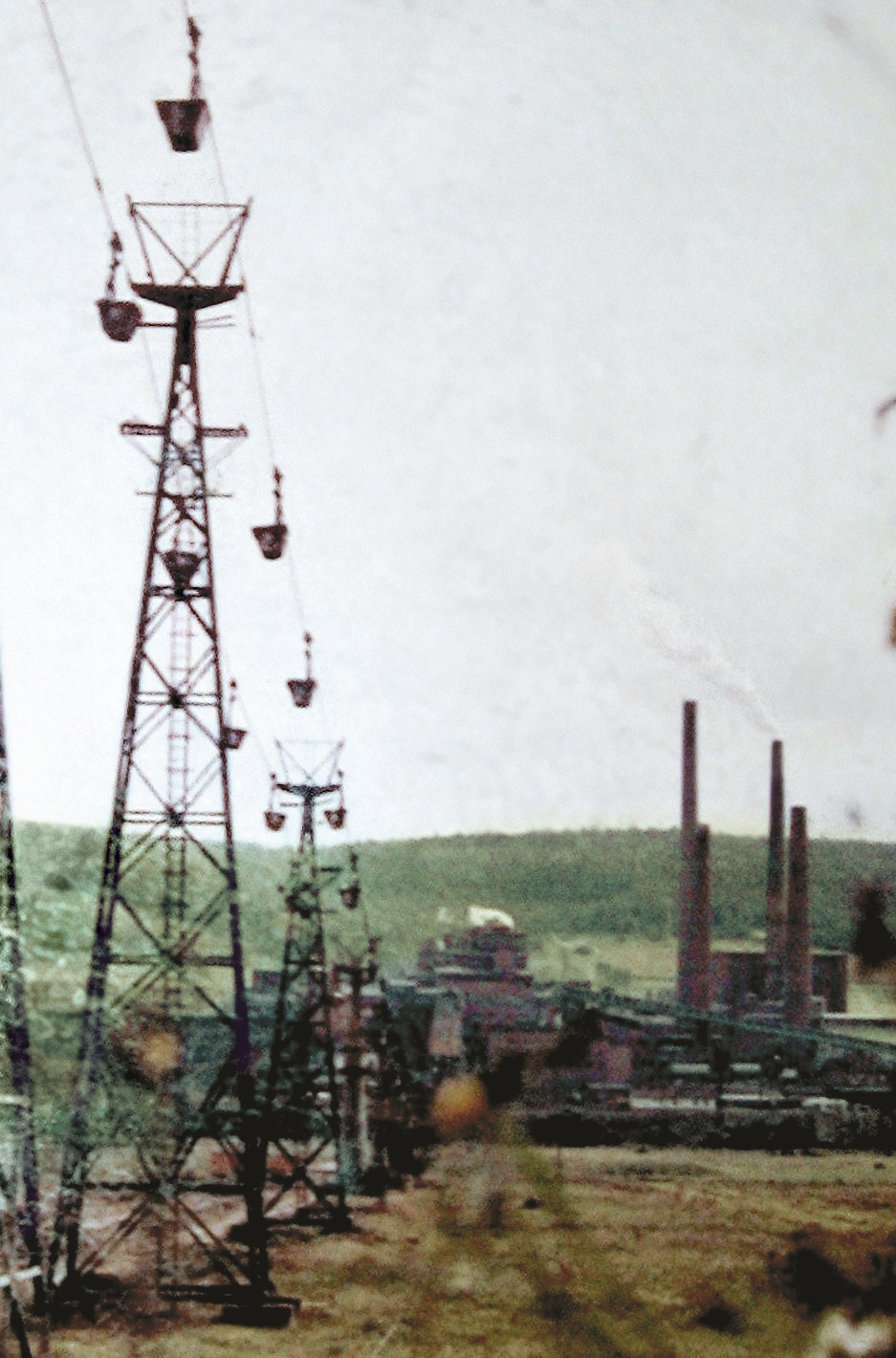
Kaliseilbahn und Kaliwerk Dorndorf (um 1960)

Die Kaliseilbahn Springen–Dorndorf war eine Seilbahn für den Güterverkehr, die von 1913 bis 1990 gefördertes Kalisalz aus dem Kaliwerk Springen zum Verladebahnhof in Dorndorf/Rhön transportierte.

## Lage
Die Seilbahn verband drei Kalischächte bei Springen in Westthüringen, heute Wartburgkreis, mit der Kaliumsulfatfabrik am Ostrand der Ortslage Dorndorf. Die Seilbahn überspannte hierbei das Tal der Werra, die Bahnstrecke Bad Salzungen–Unterbreizbach und die Reichs- bzw. späteren Fernverkehrsstraßen 62 und 84.

## Geschichte

### Seilbahn Kaliwerk Dietlas – Alte Kalifabrik Dorndorf
Auf der Suche nach Kalilagerstätten im Werrarevier wurde im Mai 1905 die Kaligewerkschaft „Großherzog Sachsen“ gegründet. Die am westlichen Ortsrand von Dorndorf „An der hohen Eiche“ gegründete Kalisulfatfabrik (in Dorndorf noch als „Alte Chemische“ bekannt) und eine Werksarbeitersiedlung (bekannt als „Die Kolonie“) wurden ebenfalls nach der Jahrhundertwende erbaut. Das Alte Werk war mit den Förderschächten im drei Kilometer entfernten Dietlas durch eine Standseilbahn verbunden. Erwartete Kosteneinsparungen und betriebliche Störungen (z. B. Streiks von Mitarbeitern der Reichsbahn) führten zum Bau einer einspurigen werkseigenen Gleisanlage von der Verladestation Dorndorf (Altes Werk) über Dorndorf (Neues Werk) zum Werk der „Gewerkschaft Kaiserroda-Merkers“ im östlichen Nachbarort Merkers.
Wegen technischen Problemen musste der Kaliabbau in Dietlas im Jahr 1926 eingestellt werden, damit wurde auch die Seilbahn nach Dorndorf und das Alte Werk stillgelegt.

### Seilbahn Kaliwerk Heiligenroda I (Springen) – Kaliwerk Wintershall (Heringen)
Bei Inbetriebnahme der „Gewerkschaft Heiligenroda I“ im Jahre 1909 wurde diese zunächst mit einer 6550 m langen Drahtseilbahn mit dem Kaliwerk Wintershall in Heringen (Werra) verbunden, die am 22. Januar 1910 abgenommen wurde und eine stündliche Transportleistung von 45 Tonnen bei einer Wagennutzlast von 600 kg (75 Wagen pro Stunde) aufwies. Diese Verbindung wurde mit Errichtung der Standseilbahn zur neuen Fabrik nach Dorndorf 1913 stillgelegt.

### Seilbahn Kaliwerk Heiligenroda (Springen) – Neue Kalifabrik Dorndorf
Die zweite Kaliumsulfat- und Chlorkaliumfabrik in Dorndorf gehörte zur „Gewerkschaft Heiligenroda“ und wurde 1913 in Betrieb genommen. Das zugehörige Abbaufeld dieser Gewerkschaft erstreckte sich zwischen Frauensee, Dönges, Kieselbach, Oberzella und Vitzeroda, es wurden drei Schächte in der Flur Springen – bezeichnet als „Gewerkschaft Heiligenroda I“ bis „Gewerkschaft Heiligenroda III“ – und zwei Schächte in Möllersgrund „Gewerkschaft Heiligenroda IV“  und „Gewerkschaft Heiligenroda V“ errichtet. Auch hier wurde der kostengünstigen Errichtung einer Seilbahn dem Bau einer Stichbahn durch das enge Tal des Springer Bachs der Vorzug gegeben. Zum Abtransport der in den Fabriken erzeugten Chemikalien (hauptsächlich Chlorkalium und Kaliumsulfat) wurden Werksanschlussgleise zum Bahnhof Dorndorf (Rhön) verlegt.
Die Fabrikation des Kalibetriebs Dorndorf wurde am 30. Juni 1991 eingestellt. Das zugehörige Industriekraftwerk Dorndorf wurde am 30. September 1991 stillgelegt. Kurz nach der Betriebseinstellung der Schachtanlagen in Springen im Jahr 1990 wurde mit der Demontage der Seilbahn begonnen.

## Technik
Die Drahtseilbahn diente ausschließlich zum Abtransport des geförderten Rohkalis.
Es wurden drei elektrisch angetriebene Seilbahnabschnitte miteinander verkoppelt:
1. Die 3,5 km lange Hauptbahn verfügte über 55 Stützen, an denen 280 Loren pausenlos in Bewegung waren. Im Volllastbetrieb konnte das Transportmittel eine Tagesleistung von 6100 t Rohsalz befördern, die Seilgeschwindigkeit betrug 2,3 m/s.[4]
2. Eine etwa 1,5 km lange Drahtseilbahn verband die Kopfstation der Hauptbahn zwischen den benachbarten Schachtanlagen „Gewerkschaft Heiligenroda II und III“ mit dem am weitesten entfernten Förderturm am Schacht „Gewerkschaft Heiligenroda I“.
3. Ein nur 600 m langer separater Seilbahnabschnitt wurde vom Werksgelände in Dorndorf zur 500 m entfernte Halde errichtet, um die nicht verwertbaren Produktionsabfälle aufzuhalden.

## Ökologische Folgen
Der Transport des Kalisalzes in offenen Loren führte zur Verwehung von Salzen auf die darunter liegenden Flächen. Eine Versalzung des Bodens in der Werraaue und Bodenerosion am Hang nördlich der heutigen Bundesstraße 84 waren die Folge. Unter der Seilbahntrasse bildeten sich Brachflächen heraus, an denen sich einzelne stärker salzhaltige Stellen mit Salzvegetation entwickelten. Auch die Grabensysteme der Werraaue wiesen in diesem Gebiet eine Versalzung auf, was die Ansiedlung von Salzpflanzen begünstigte.
Nach der Demontage der Seilbahn blieb eine fast vegetationslose Trasse zurück. Die Flächen in der Werraaue wurden zur Wiederherstellung der Bodenfruchtbarkeit um 1994 mit dem Auftrag von Klärschlammkomposterden wieder für die Landwirtschaft nutzbar gemacht. Der vegetationslose und erosionsgefährdete Hang nördlich der heutigen B 84  wurde der Sukzession überlassen.
Seit Außerbetriebnahme der Seilbahn ist ein massiver Rückgang der Salzvegetation zu verzeichnen. Da auch zahlreiche geschützte Salzpflanzenarten nachgewiesen wurden, sehen Naturschützer diese Entwicklung mit Sorge.